# Волтер Ліппманн
Волтер Ліппманн (англ. Walter Lippmann; 23 вересня 1889 — 14 грудня 1974) — американський письменник, репортер та політичний коментатор. З кар'єрою в 60 років, він відомий тим, що одним із перших запровадив концепцію холодної війни, створивши термін «стереотип» у сучасному психологічному значенні, а також своєю критикою засобів масової інформації та демократії у своїй газетній колонці та декількох книгах, зокрема у його книзі 1922 року «Громадська думка» (англ. Public Opinion).
Ліппманн також зіграв помітну роль у слідчій комісії Вудроу Вілсона після Першої світової війни, будучи її керівником досліджень. Його погляди щодо ролі журналістики в демократії були протиставлені сучасним працям Джона Дьюї в тому, що було ретроспективно названо дискусією Ліппмана-Дьюї. Ліппманн виграв дві Пулітцерівські премії, одну за свою синдиковану газетну колонку «Сьогодні і завтра» (англ. Today and Tomorrow), а одну за інтерв'ю Микити Хрущова в 1961 році.
Його також високо оцінили з титулами, які варіюються від «найвпливовішого» журналіста XX століття до «батька сучасної журналістики». Майкл Шудсон пише, що Джеймс В. Кері вважав книгу Волтера Ліппмана «Громадська думка» «основоположною в сучасній журналістиці», а також «основоположною в американських дослідженнях ЗМІ». 

## Раннє життя
Ліппманн народився в нью-йоркському Верхньому Іст-Сайді, єдина дитина єврейських батьків німецького походження і, як пише його біограф Рональд Стіл, виріс у «позолоченому єврейському гетто». Його батько Якоб Ліппманн був рантьє, який розбагатів завдяки текстильному бізнесу свого батька та спекуляціям на нерухомості свого свекра. Його мати Дейзі Баум, яка, як і її чоловік, походила із скромних економічних обставин, закінчила відомий Гантерський коледж. Заможна і впливова родина належала до вищого соціального класу, культивувала контакти у вищих колах і регулярно проводила літні канікули в Європі. Сім'я мала реформістську юдейську орієнтацію; не бажаючи «орієнталізму», вони відвідували храм Еману-Ел. Він мав свою реформу єврейського миропомазання замість традиційної Бар-Міцви у 14-річному віці. Ліппманн був емоційно дистанційований від обох батьків — він мав тісніші стосунки з бабусею по материнській лінії. Політична спрямованість сім'ї була республіканською.
З 1896 р. Ліппманн відвідував школу Сакса для хлопчиків, а потім Інститут Саксу (англ. Sachs Collegiate Institute, зараз Dwight School), елітарну і суворо світську приватну школу за традицією німецької гімназії, яку відвідували в основному діти німецько-єврейських сімей і якою керував класичний філолог д-р Юліус Сакс, зять Маркуса Голдмана з родини Голдман-Сакс. Заняття включали 11 годин давньогрецької та 5 годин латинської на тиждень.
Незадовго до свого 17-го дня народження він вступив до Гарвардського університету, де писав для "The Harvard Crimson"  і навчався у Джорджа Сантаяни, Вільяма Джеймса та Грема Валласа, концентруючись на філософії, історії та мовах (він говорив німецькою та французькою мовами). Він був членом товариства Фі Бета Каппа, але важливі соціальні клуби відкидали євреїв як членів.
Він залишив університет незадовго до здобуття ступеня магістра.
Ліппманн став членом Нью-йоркської Соціалістичної партії разом із Сінклером Льюїсом. У 1911 році Ліппманн був секретарем Джорджа Р. Ланна, першого соціалістичного мера Скенектаді, штат Нью-Йорк, під час першого терміну Ланна. Через чотири місяці Ліппман подав у відставку, визнавши програми Ланна вартими самі по собі, але неадекватними як соціалізм.

## Кар'єра

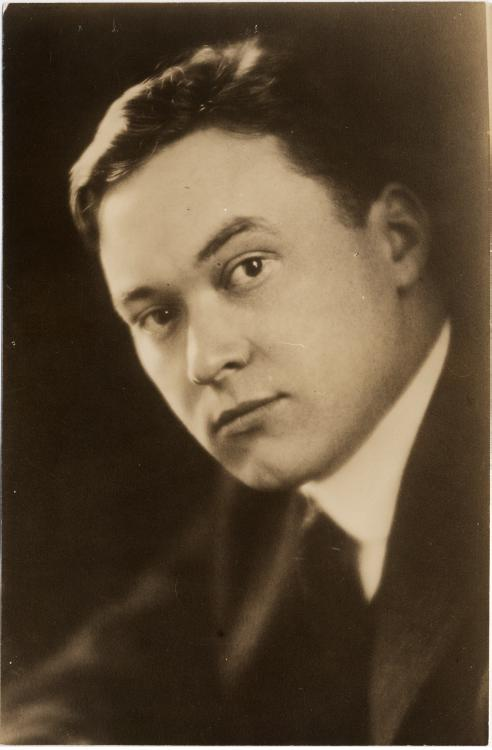
Ліппманн у 1914 році, незабаром після створення Нової Республіки

Ліппманн був журналістом, медіакритиком та філософом-любителем, який намагався примирити напруженість між свободою та демократією у складному та сучасному світі, як у своїй книзі «Свобода та новини» (англ. Liberty and the News) 1920 року. У 1913 році Ліппманн, Герберт Кролі та Вальтер Вейл стали головними редакторами Нової Республіки.
Під час війни Ліппманна було призначено капітаном армії США 28 червня 1918 року та було призначено до розвідувального відділу штабу AEF у Франції. У жовтні він був призначений на посаду Едварда М. Хауса та прикріплений до Американської комісії для переговорів про мир у грудні. Він повернувся до США в лютому 1919 р. і був негайно звільнений.
Завдяки зв'язку з Хаусом, Ліппманн став радником Вілсона та допомагав у складанні промови Вілсона «Чотирнадцять пунктів». Він різко критикував Джорджа Кріла, якого Президент призначив очолювати зусилля з пропаганди воєнного часу в Комітеті з питань громадської інформації. Хоча він був готовий приборкати свої ліберальні інстинкти через війну, заявивши, що «не вірить доктринам у свободу слова», він, тим не менше, порадив Вілсону, що цензуру «ніколи не можна довіряти нікому, хто сам не є толерантним, і тим, хто не знайомий з довгою історією глупості, якою є історія придушення».
Ліппманн проаналізував висвітлення газет і побачив багато неточностей та інших проблем. Він і Чарльз Мерц у дослідженні 1920 року «Тест новин» (англ. A Test of the News) заявили, що висвітлення у Нью-Йорк Таймс більшовицької революції було необ'єктивним та неточним. Окрім газетної рубрики «Сьогодні і завтра», він написав кілька книг.
Ліппманн першим ввів фразу «холодна війна» у поширенному значенні у своїй книзі 1947 року з однойменною назвою.
Саме Ліппманн вперше визначив тенденцію журналістів до узагальнення щодо інших людей на основі фіксованих ідей. Він стверджував, що люди, включаючи журналістів, більш схильні вірити «картинам у них в голові», ніж доводити рішення до критичного мислення. За його словами, люди ущільнюють ідеї в символи, а журналістика, сила, яка швидко стає засобами масової інформації, є неефективним методом виховання громадськості. Навіть якщо журналісти краще працювали з інформуванням громадськості про важливі проблеми, Ліппманн вважав, що «маса читаючої публіки не зацікавлена в вивченні та асиміляції результатів точного розслідування». Громадяни, писав він, були занадто егоцентричними, щоб піклуватися про державну політику, за винятком тієї, що стосується нагальних місцевих питань. 

## Подальше життя
Після усунення з посади міністра торгівлі (і колишнього віце-президента США) Генрі А. Воллеса у вересні 1946 р. Ліппманн став провідним громадським захисником необхідності поваги радянської сфери впливу в Європі, на відміну від стратегія стримування, яку в той час обстоював Джордж Ф. Кеннан.
Ліппманн був неофіційним радником кількох президентів США. 14 вересня 1964 року президент Ліндон Джонсон вручив Ліппману Президентську медаль Свободи. Пізніше у нього була досить відома суперечка з Джонсоном за його ведення війни у В'єтнамі, що Ліппманн надзвичайно критикував.
Він виграв спеціальну Пулітцерівську премію за журналістику в 1958 році, будучи національним синдикованим колумністом, з посиланням на «мудрість, сприйняття та високе почуття відповідальності, з якими він багато років коментував національні та міжнародні справи». Чотири роки потому він виграв щорічну Пулітцерівську премію за міжнародну звітність, з посиланням на «його інтерв'ю з радянським прем'єр-міністром Хрущовим у 1961 році як ілюстрацію довгого та визначного внеску Ліппмана в американську журналістику».
Ліппманн звільнився зі своєї синдикованої колонки в 1967 році.
Ліппманн помер у Нью-Йорку через зупинку серця в 1974 р.
Про нього згадувалося в монолозі до запису Філа Окса на «Морські піхотинці висадились на березі Санто-Домінго» в альбомі Філ Окс на концерті 1966 року.

## Журналістика
Хоча він був журналістом, Ліппманн не вважав, що новини та правда є синонімами. Для Ліппмана «функція новин – це сигналізувати про подію, функція істини – виявляти приховані факти, встановлювати їх у взаємозв'язку і складати картину реальності, на основі якої люди можуть діяти». Журналістська версія правди є суб'єктивною та обмежується тим, як вони будують свою реальність. Отже, новина «записана недосконало» і занадто крихка, щоб нести звинувачення як «орган прямої демократії».
На думку Ліппмана, демократичні ідеали погіршились: виборці в основному не обізнані у проблемах та політиці, не мають компетенції брати участь у суспільному житті і мало дбають про участь у політичному процесі. У «Громадській думці» (1922) Ліппманн зазначив, що сучасні реалії загрожують стабільності, яку уряд досяг під час ери заступництва XIX століття. Він писав, що «керівний клас» повинен постати перед новими викликами.
Основною проблемою демократії, за його словами, була точність новин та захист джерел. Він стверджував, що спотворена інформація властива людському розуму. Люди вирішуються перед тим, як визначити факти, тоді як ідеалом було б зібрати та проаналізувати факти, перш ніж робити висновки. Побачивши перше, стверджував він, можна дезінфікувати забруднену інформацію. Ліппманн стверджував, що тлумачення як стереотипи (слово, яке він ввів у цьому конкретному значенні) підпорядковує нам часткові істини. Ліппманн назвав поняття громадськості, компетентної керувати державними справами, «помилковим ідеалом». Він порівняв політичну кмітливість пересічного чоловіка з відвідувачем театру, який входив у виставу в середині третьої дії та йшов перед останньою завісою.

### Зауваження щодо Франкліна Д. Рузвельта
У 1932 році Ліппманн сумно відкинув кваліфікацію та поведінку майбутнього президента Франкліна Д. Рузвельта, написавши:
|  | Франклін Д. Рузвельт не є хрестоносцем. Він не трибун народу. Він не є ворогом закріплених привілеїв. Це приємна людина, яка, не маючи жодної важливої кваліфікації для цієї посади, дуже хотіла б бути президентом. |

Незважаючи на пізніші досягнення Рузвельта, Ліппман стояв на своїх словах, кажучи: «Те, що я збережу до свого дня смерті, відповідало дійсності Франкліна Рузвельта 1932 року». Він вважав, що його судження було точним підсумком кампанії Рузвельта 1932 року, сказавши, що вона була «на 180 градусів протилежною Новому курсу. Справа в тому, що Новий курс був повністю імпровізований після обрання Рузвельта».

## Масова культура
Ліппманн був раннім і впливовим коментатором масової культури, який відзначався не критикою або неприйняттям масової культури, а обговоренням того, як з нею можна працювати урядовою ліцензованою «пропагандистською машиною», щоб підтримувати функціонування демократії. У своїй першій книзі на цю тему «Громадська думка» (1922) Ліппманн сказав, що масовий чоловік функціонував як «розгублене стадо», яким повинен керувати «спеціалізований клас, інтереси якого виходять за межі місцевості». Елітний клас інтелектуалів та експертів повинен був стати механізмом знань, щоб обійти основний дефект демократії, неможливий ідеал «всемогутнього громадянина». Це ставлення відповідало сучасному капіталізму, який зміцнився завдяки більшому споживанню.
Пізніше, у «Фантомній публіці» (1925), Ліппманн визнав, що клас експертів у більшості випадків також був стороннім у якійсь конкретній проблемі, а отже, не здатним до ефективних дій. Філософ Джон Дьюї (1859–1952) погодився з твердженнями Ліппмана про те, що сучасний світ стає занадто складним, щоб кожен громадянин міг зрозуміти всі його аспекти, але Дьюї, на відміну від Ліппмана, вважав, що громадськість (сукупність багатьох «публік» у суспільстві) могла б сформувати «Велику спільноту», яка могла б здобути освіту з питань, приймати судження та знаходити рішення соціальних проблем.
У 1943 р. Джордж Сельдес описав Ліппмана як одного з двох найвпливовіших колумністів США.
З 30-х до 50-х років Ліппман став ще більш скептичним до класу «керівництва». У «Громадській філософії» (1955), на завершення якої пішло майже двадцять років, він представив витончений аргумент, що інтелектуальна еліта підриває рамки демократії. Книга була дуже погано сприйнята в ліберальних колах.

## Спадщина
Будинок Уолтера Ліппмана при Гарвардському університеті, в якому розміщений Фонд журналістів Німана, носить його ім'я.

### Консенсус між Алмондом і Ліппманном
Схожість між поглядами Ліппманна та Габліелем Алмондом породило те, що стало відомим як консенсус Алмонд-Ліппманн, який базується на трьох припущеннях:
1. Громадська думка нестабільна, змінюється хаотично у відповідь на останні події. Масові вірування на початку XX століття були «занадто пацифістськими в мирі і занадто войовничими на війні, занадто нейтралістичними або спокійними на переговорах або занадто непоступливими»[40]
2. Громадська думка є некогерентною, їй бракує організованої або послідовної структури до такої міри, що погляди громадян США найкраще можна було б охарактеризувати як «неналежність» [41]
3. Громадська думка не має відношення до процесу вироблення політики. Політичні лідери ігнорують громадську думку, оскільки більшість американців не можуть ні «зрозуміти, ні вплинути на ті самі події, від яких, як відомо, залежить їхнє життя та щастя».[42][43]

### Ліберальна /неоліберальна дискусія
Французький філософ Луї Руж'є скликав у Парижі зустріч переважно французької та німецької ліберальної інтелігенції в серпні 1938 р., щоб обговорити ідеї, висунуті Ліппманном у його праці «Добре суспільство» (1937). Вони назвали зустріч на честь Ліппманна, назвавши її Колоквіумом Волтера Ліппмана. Зустріч часто вважається попередницею першого засідання Товариства Мон Пелерен, скликаного Фрідріхом Гаєком у 1947 році. На обох засіданнях дискусії зосереджувались на тому, як повинен виглядати новий лібералізм, або неолібералізм.
Фрідріх Гаєк цитує Ліппманна у «Шляху до рабства»:
…наше покоління тепер на власному досвіді дізнається про наслідки нехтування людьми свободою заради насильницької організації своїх справ. І хоч вони обіцяють собі заможніше життя, на практиці виявляється, що вони змушені від нього відмовитись. У міру посилення організованого управління багатство цілей має поступитися одноманітності. Така ціна планового суспільства та авторитарної організації людської діяльності.

## Приватне життя
Ліппманн був одружений двічі, вперше з 1917 по 1937 рік на Фей Альбертсон (*23 березня 1893 – 17 березня 1975). Фей Альбертсон була дочкою Ральфа Альбертсона, пастора Церкви конгрегацій. Він був одним із піонерів християнського соціалізму та руху соціального євангелія в дусі Джорджа Геррона. Під час навчання в Гарварді Уолтер часто відвідував маєток Альбертсонів у Західному Ньюбері, штат Массачусетс, де вони заснували соціалістичний кооператив, кооперативну колонію (Сайрус Філд) Віллард. Фей Альбертсон вийшла заміж за Джессі Хітлі після розлучення в 1940 році.
Ліппманн був розлучений з Фей Альбертсон, щоб мати можливість одружитися на Хелен Бірн Армстронг в 1938 році (померла 16 лютого 1974), дочці Джеймса Бірна. Того ж року вона розлучилася зі своїм чоловіком Гамільтоном Фішем Армстронгом, редактором Закордонних справ і близьким другом Ліппманна. Дружба та участь у Закордонних справах закінчилися любовними стосунками з дружиною Армстронга.
Ліппманн був дуже розсудливий в особистих справах. Немає записів про листування з першою дружиною. Він рідко мав справу зі своїм особистим минулим.

## Рекомендована література
Статті
- Бейкер, Метт "Уолтер Ліппманн: Як вилікувати ліберальну демократію тоді і тепер", [Архівовано 16 травня 2021 у Wayback Machine.] The American Interest, 19 листопада 2019 р.
- Клаве, Френсіс. "Порівняльне вивчення лібералізмів Ліппманна та Хаєка (або неолібералізмів)". The European Journal of the History of Economic Thought, вип. 22, випуск 6, 2015, с.978–999. doi:10.1080/09672567.2015.1093522
- Джексон, Бен. "Свобода, загальне благо і верховенство права: Ліппманн і Хаєк щодо економічного планування". [Архівовано 16 травня 2021 у Wayback Machine.] Journal of the History of Ideas, вип. 72, 2012, с. 47–68. doi:10.1080/09592296.2011.625803
- Вітфілд, Стівен Дж. "Частина IV: Журналіст як інтелектуал. [Архівовано 16 травня 2021 у Wayback Machine.] Уолтер Ліппманн: Кар’єра в променях ЗМІ ". [Архівовано 16 травня 2021 у Wayback Machine.] Journal of Popular Culture, вип. 15, No 1, 1981, с.68-77. doi:10.1111/j.0022-3840.1981.1502_68.x
- Портер, Патрік. «Поза американським століттям: Уолтер Ліппманн та Велика американська стратегія, 1943–1950». [Архівовано 16 травня 2021 у Wayback Machine.] Diplomacy & Statecraft, вип. 22, No 4, 2011, с. 557-577.
- Сейб, Рональд П. "Що побачив Уолтер: Уолтер Ліппманн," Нью-Йоркський світ "та наукова адвокатура як альтернатива дихотомії новин та думок". [Архівовано 17 грудня 2020 у Wayback Machine.] Journalism History, вип. 41, No 2, 2015, с. 58+.

Відгуки про книги
- Макперсон, Гаррі С. Рецензія на "Уолтер Ліппманн і американське століття" [Архівовано 29 листопада 2018 у Wayback Machine.] Рональда Сталі Foreign Affairs, вип. 55, No 1, осінь 1980 р. doi:10.2307/20040658

Книги
- Адамс, Ларрі Лі. Уолтер Ліппманн. Бостон: Twayne Publishers, 1977. ISBN 978-0805777093
- Форсі, Чарльз. Перехрестя лібералізму: Кролі, Вейль, Ліппманн і прогресивна ера, 1900-1925 . Нью-Йорк: Oxford University Press, 1961.
- Гудвін, Крауфурд Д. Уолтер Ліппманн: Громадський економіст [Архівовано 16 травня 2021 у Wayback Machine.]. Harvard University Press, 2014. ISBN 978-0674368132
- Річчо, Баррі Д. Уолтер Ліппманн: Одісея ліберала [Архівовано 16 травня 2021 у Wayback Machine.] Transaction Publishers, 1994. ISBN 978-1560000969
- Уолтер Ліппманн: філософ-журналіст. Едвард Л. Шапсмаєр та Фредерік Х. Шапсмаєр (Вашингтон: Public Affairs Press, 1969)
- Стіл, Рональд . Уолтер Ліппманн та американське століття . Little, Brown & Company, 1980.ISBN 978-0765804648
  - Foreign Affairs review [Архівовано 21 грудня 2014 у Wayback Machine.] .
- Васневський, Метью А. "Вальтер Ліппманн, Стратегічний інтернаціоналізм, холодна війна та В'єтнам, 1943-1967" [Архівовано 16 травня 2021 у Wayback Machine.] (кандидатська дисертація). Університет штату Меріленд, 2004.
- Уелборн, Чарльз. Паломництво ХХ століття: Уолтер Ліппманн і публічна філософія . LSU Press, 1969.ISBN 0807103039
- Райт, Бенджамін Ф. П’ять публічних філософій Уолтера Ліппманна. University of Texas Press, 2015. ISBN 978-0292724075

Першоджерела
- Громадський філософ: Вибрані листи Уолтера Ліппманна. Нью-Йорк: Ticknor & Fields, 1985.
- Россітер, Клінтон та Джеймс Ларе (ред. ). Essential Lippmann: політична філософія ліберальної демократії. Кембридж: Гарвардський університет, 1963.